# Atenuador (electrònica)

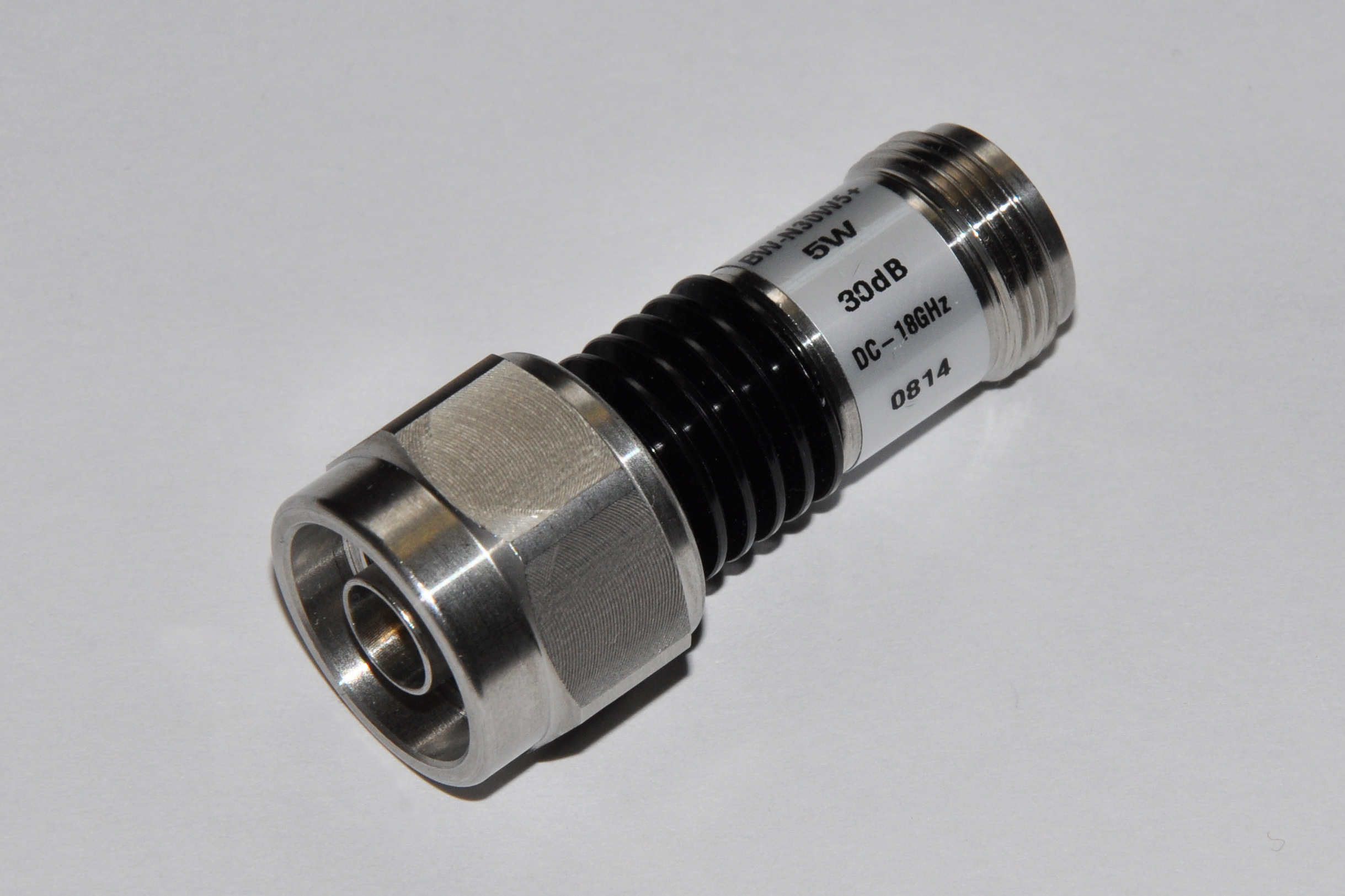
Un atenuador de RF de 30 dB 5W DC-18GHz, amb connectors coaxials tipus N

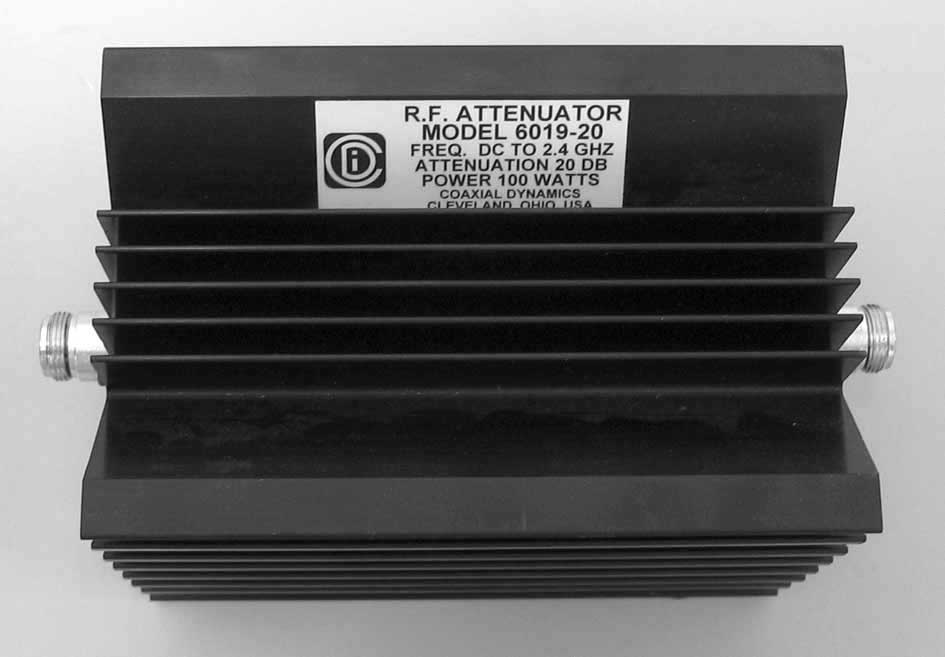
Atenuador de potència de 100 Watts de Coaxial Dynamics

Un atenuador és un dispositiu electrònic que redueix la potencia d'un senyal sense distorsionar apreciablement la seva forma.
Un atenuador és el contrari d'un amplificador. Enlloc de guany un atenuador proporciona pèrdua.

## Construcció i ús
Els atenuadors, normalment, són dispositius passius fets de xarxes divisores de voltatge. Es poden fer atenuadors variables per passos alternant diferents resistències, i variables de forma continua utilitzant potenciòmetres.
Per altes freqüencies on sol caldre controlar la relació d'ones estacionaries s'utilitzen xarxes de resistències.

## Circuits Atenuadors

Atenuador desbalancejat en π

Atenuador balancejat en π

Atenuador desbalancejat en T

Atenuador balancejat en T

Els circuits bàsics per atenuadors són els atenuadors en π i en T. Segons les línies on van instal·lats poden ser balancejats o desbalancejats. Per exemple, els atenuadors per cable coaxial són desbalancejats, metre que els utilitzats per línies paral·leles són balancejats.
A l'esquerra es presenten quatre circuits fonamentals d'atenuadors. Els circuits estan compostos, exclusivament, per resistències, són lineals i són recíprocs. En el cas particular de que les impedàncies d'entrada i de sortida siguin iguals els circuits seran simètrics i poden funcionar igualment en tots dos sentits (excepte en el cas d'atenuadors de potència en què la resistència d'entrada té el mateix valor que la de sortida però està preparada per dissipar més potencia).

## Característiques dels atenuadors

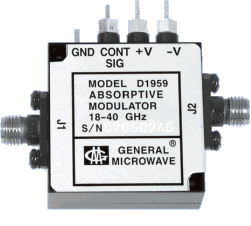
Un atenuador de microones. Fotografia cortesia de Herley

Les especificacions principals per al atenuadors són:
- Atenuació expressada en decibels de potència relativa.
- Impedància nominal.
- Freqüència de treball, per exemple DC-18 GHz
- Potència física que pot dissipar.
- ROE  és la relació d'ones estacionàries

## Valors dels components per atenuadors resistius
Aquesta secció es refereix a atenuadors en pi, T i L fets exclusivament amb resistències i amb tots els ports connectats resitències reals pures (sense reactància).
- S'assumeix que totes les impedàncies, currents voltatges i paràmetres de dos ports són purament reals. A la pràctica això sol ser prou pròxim de la realitat.
- La xarxa es dissenya per a una impedància de càrrega particular Zcàrrega i per a una impedància d'entrada particular Zfont.
  - La impedància d'entrada serà Zcàrrega si la sortida es connecta a una càrrega Zcàrrega
  - La impedància de sortida serà Zfont si l'entrada es connecta a una font Zfonts

### Càlcul d'un atenuador en T balancejat
{\displaystyle A=10^{-Loss/20}\qquad R_{a}=R_{b}=Z_{S}{\frac {1-A}{1+A}}\qquad R_{c}={\frac {Z_{s}^{2}-R_{b}^{2}}{2R_{b}}}\qquad \,} see Valkenburg p 11-3

### Càlcul d'un atenuador en π balancejat
{\displaystyle A=10^{-Loss/20}\qquad R_{x}=R_{y}=Z_{S}{\frac {1+A}{1-A}}\qquad R_{z}={\frac {2R_{x}}{\left({\frac {R_{x}}{Z_{S}}}\right)^{2}-1}}]\qquad \,} see Valkenburg p 11-3

### Càlcul d'una xarxa en L per adaptació d'impedàncies
Si tant la font com la càrrega són resistives (la reactància és negligible) es pot utilitzar una xarxa en L per adaptar-ne les impedàncies. Com es mostra, cada costat de la L pot actuar com càrrega o com font, però el costat de la Z1 ha de correspondre al de la impedància més alta.
{\displaystyle R_{q}={\frac {Z_{m}}{\sqrt {\rho -1}}}\qquad R_{p}=Z_{m}{\sqrt {\rho -1}}}
{\displaystyle {\text{Loss}}=20\log _{10}\left({\sqrt {\rho -1}}+{\sqrt {\rho }}\right)\quad {\text{where}}\quad \rho ={\frac {Z_{1}}{Z_{2}}}\quad Z_{m}={\sqrt {Z_{1}Z_{2}}}{\text{ }}\,} see Valkenburg p 11-3
Números alts signifiquen que la atenuació serà gran. L'atenuació és una funció monotònica de la relació d'impedancies. Relacions més altes comporten atenuacions més altes.

### Conversió de una xarxa en T en una xarxa en π
És la transformada Y-Δ:{\displaystyle R_{z}={\frac {R_{a}R_{b}+R_{a}R_{c}+R_{b}R_{c}}{R_{c}}}\qquad R_{x}={\frac {R_{a}R_{b}+R_{a}R_{c}+R_{b}R_{c}}{R_{b}}}\qquad R_{y}={\frac {R_{a}R_{b}+R_{a}R_{c}+R_{b}R_{c}}{R_{a}}}.\qquad \,}

### Conversió de una xarxa en π en una xarxa en T
És la transformada Δ-Y
{\displaystyle R_{c}={\frac {R_{x}R_{y}}{R_{x}+R_{y}+R_{z}}}\qquad R_{a}={\frac {R_{z}R_{x}}{R_{x}+R_{y}+R_{z}}}\qquad R_{b}={\frac {R_{z}R_{y}}{R_{x}+R_{y}+R_{z}}}\qquad \,}